# După Pleșe
După Pleșe falu Romániában, Erdélyben, Fehér megyében.

## Fekvése
Fehérvölgy közelében fekvő település.

## Története
După Pleșe korábban Fehérvölgy része volt, 1956 körül vált külön, ekkor 178 lakosa volt. 1966-ban 283, 1977-ben 240, 1992-ben 174, 2002-ben 146 román lakosa volt.